# 黑龙江八一农垦大学
黑龙江八一农垦大学是中华人民共和国黑龙江省属全日制普通高等学校，创建于1958年7月，首任校长由当时开发北大荒的总指挥，原中华人民共和国副主席、时任农垦部部长王震将军担任。原名叫铁道兵农垦局农业大学，1959年改现名。学校原隶属农垦部，1973年划归黑龙江省人民政府。原校址位于鸡西密山市裴德镇北，边疆农村办学45年，2003年学校整体迁入大庆市。

## 师资概况
学校现址位于大庆市高新技术产业开发区（行政上隶属龙凤区），总占地120.04万平方米，建筑面积40.7万平方米，固定资产总值13.45亿元，教学科研仪器设备3.36亿元，图书211.21万册。学校现有教职工1435人，其中专任教师927人，教授191人、副教授292人，其中，具有博士学位教师375人，占比40.5%；海外经历累计1年以上教师129人，占比13.9%。学校拥有“双聘院士”2人、国家级人才3人、科技部“中青年科技创新领军人才”1人、"龙江学者"特聘教授2人、"龙江学者"青年学者4人、全国优秀教师4人、全国模范教师1人、省级教学名师5人、"王震讲座教授"22人，中国青年科技奖特别奖1人，农业杰出科研人才1人，农业农村部产业技术体系岗位科学家3人，享受国务院和省政府特殊津贴39人。

## 教研机构
学校建有12个本科学院以及马克思主义学院、体育教研部、继续教育学院等教学机构，学科专业涉及农学、工学、管理学、理学、法学、文学、经济学7个学科门类，学校建有3个博士后科研流动站及1个博士后科研工作站，拥有4个一级学科博士学位授权点，11个一级学科硕士学位授权点，7个硕士专业学位授权类别。现建有1个黑龙江省杂粮绿色生产及食品深加工技术研发“头雁”团队、3个省级教学团队、6个省级领军人才梯队、4个省高校科技创新团队。
学校科研工作以应用研究和技术开发为主要方向，建有国家杂粮工程技术研究中心、新农村发展研究院，教育部粮食副产物加工与利用工程技术研究中心、农业农村部农产品及加工品质量监督检验测试中心（大庆）、农业农村部东北平原农业绿色低碳重点实验室、农业农村部大豆机械化生产重点实验室等27个国家、省部级科研平台，以及7个省高校重点实验室、工程技术研发中心。学校与垦区及地方政府合作共建了建三江水稻产业创新研究院、九三大豆产业创新研究院、大庆设施农业研究院、牡丹江食品与生物技术创新研究院、老校区科研所、大庆国家级农业科技园区、安达农业科技园区、大学科技园等八大校垦校地融合发展科技创新基地。
- 南体育场
- 游泳馆
- 位于主楼东侧的就业服务中心
- 生物技术中心

## 科研成就

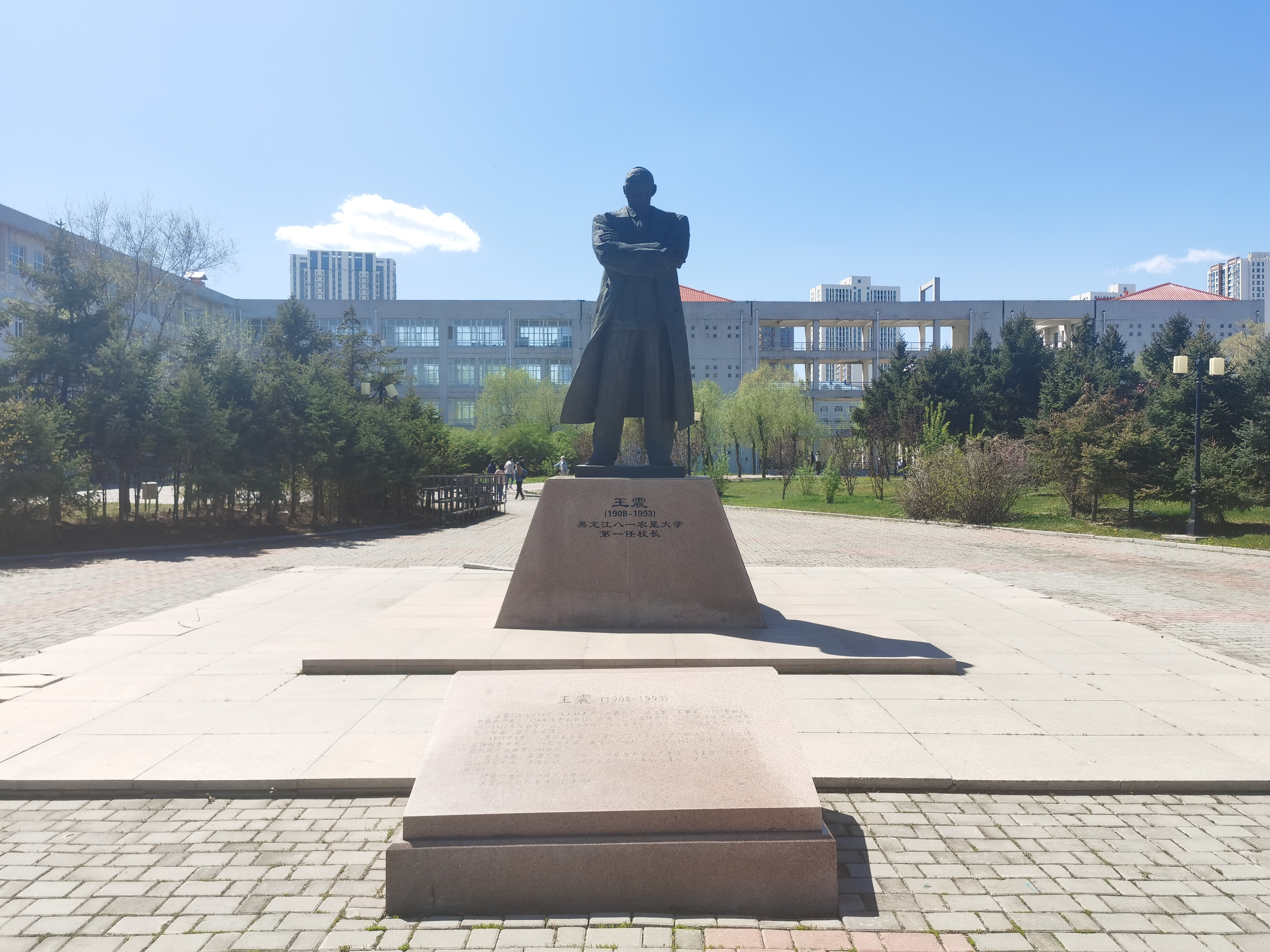
位于将军广场西侧的王震将军雕像

科研方面，学校承担国家、省部项目共计361项，各级部门科研经费共计3.47亿元。建校以来，学校共取得科研成果1750余项，获得国家科技进步奖7项、省部级奖励180项，以大豆三垄栽培技术、农作物种衣剂、大豆、水稻生产加工全程安全控制关键技术、牛重要疫病防控关键技术研究与应用、"狮白鹅"选育及"玉鹅"生态种养模式、黑龙江水稻大面积均衡高产优质栽培综合配套技术、现代化农机关键技术及装备等为代表的一批重大科研成果在生产实践中得到有效转化，创造了巨大的经济效益和社会效益，先后3次获得"黑龙江省省长特别奖"，2次获得"黑龙江省大专院校和科研单位振兴经济奖"，10次获得黑龙江省科学技术奖一等奖。

## 招生情况

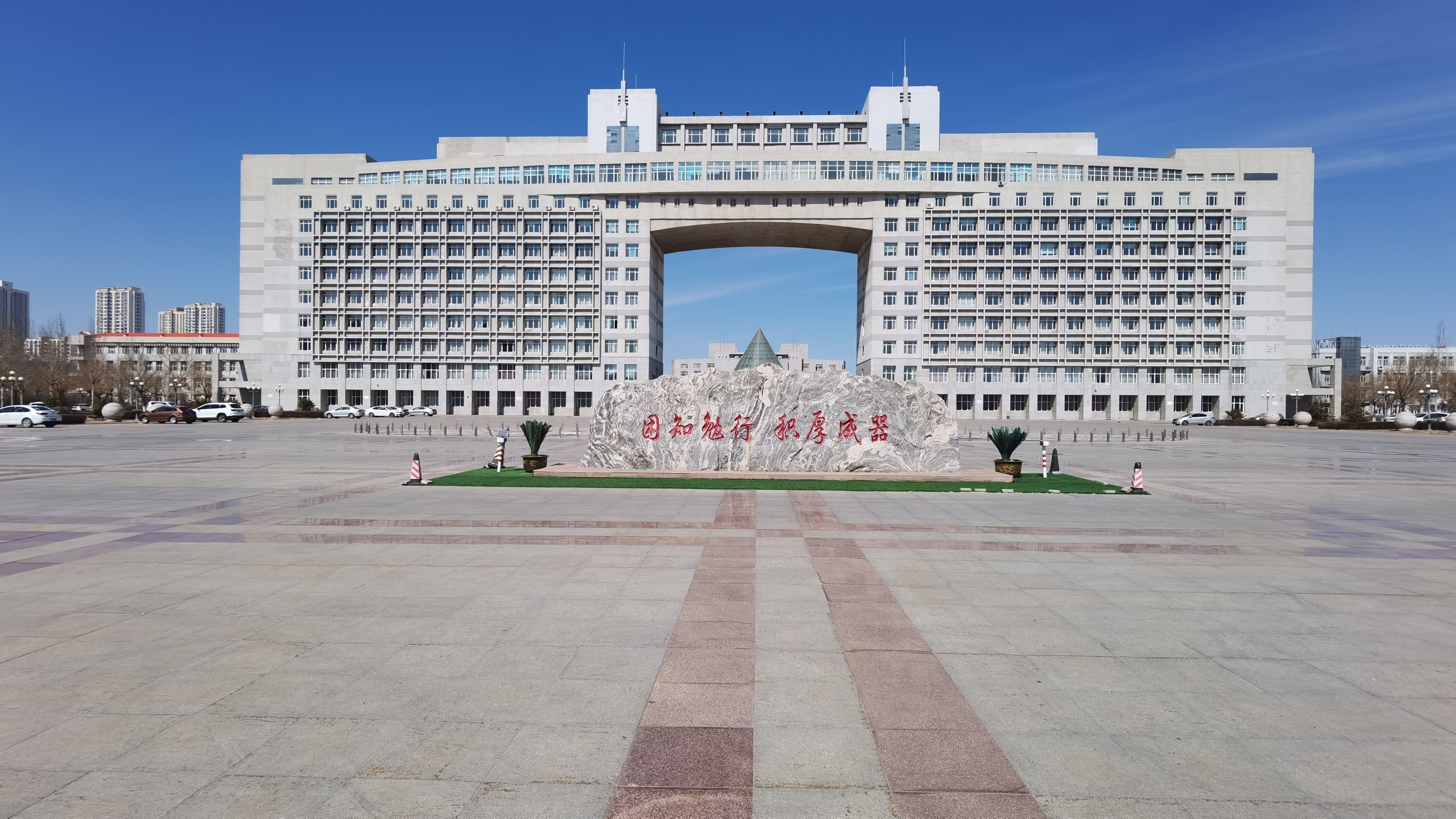
学校校训与主楼

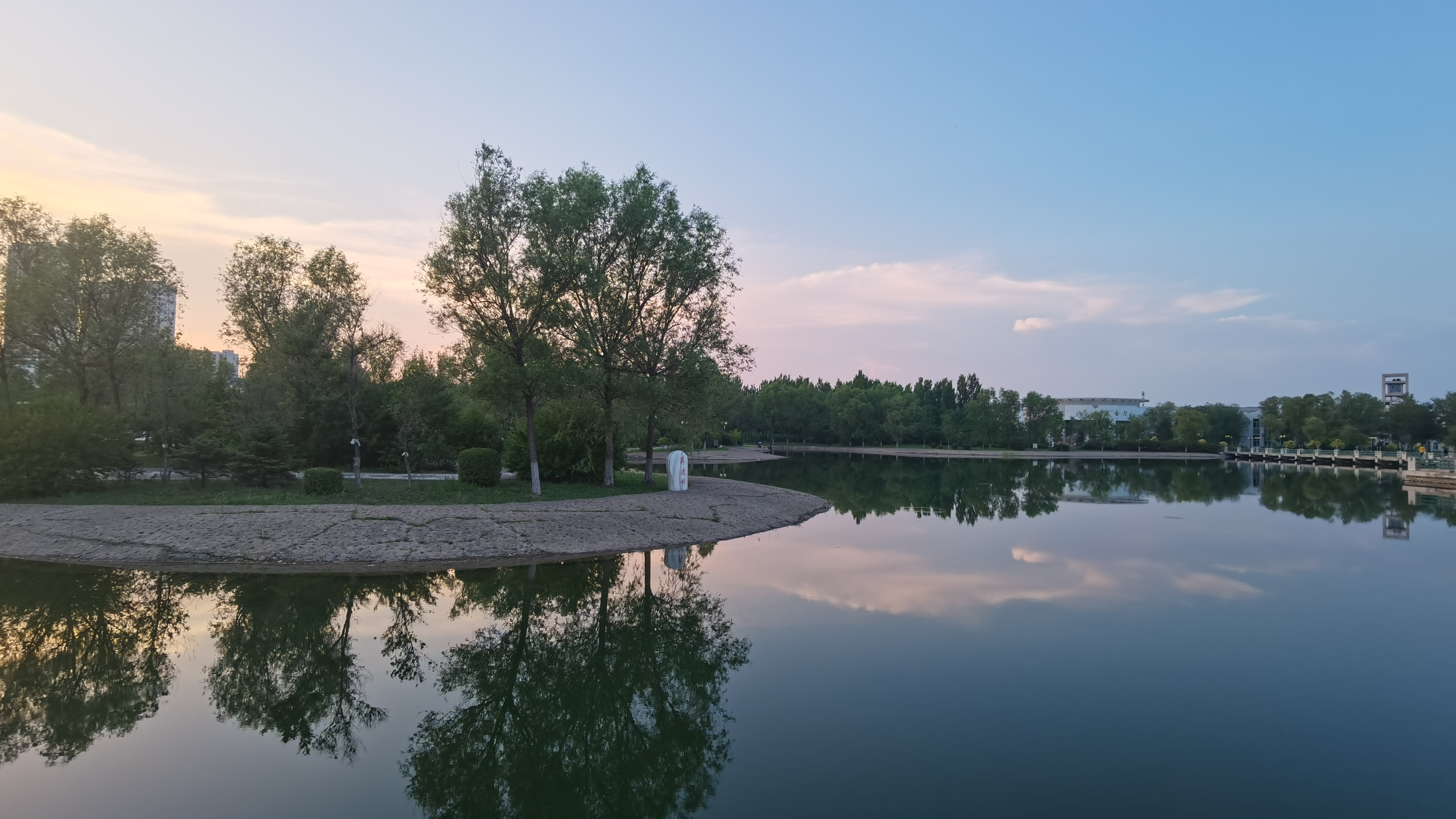
傍晚的菲迪湖

现有53个本科专业，其中国家级特色专业3个、省级重点专业9个，国家级一流专业5个、省级一流专业19个。学校面向24个省（直辖市、自治区）招生，全日制在校本科生16000余人，各类在校研究生近2000人。建校以来，学校累计培养和输送毕业生13余万人，培训各类人员50余万人次。
- 位于原生命科学技术学院(现园艺园林学院)前的DNA雕像
- 食品学院附近的圆盘雕像
- 经济管理学院前的“崛起”雕像

## 国际交流
国际交流方面，与美国、英国、加拿大、俄罗斯、法国、韩国、日本、印度、乌克兰、波兰、马来西亚等国家和地区近30所高校和科研院所开展交流与合作。目前，学校与俄罗斯符拉迪沃斯托克国立经济服务大学实施本科生中外合作办学项目，与韩国国立江陵原州大学、济州大学、日本山形大学、波兰波兹南生命科学大学、乌克兰哈尔科夫国立无线电电子大学、哈尔科夫国立城市规划大学、马来西亚博特拉大学等国外高校实施交换生、留学生等项目，与加拿大阿尔伯塔大学实施“中加合作食品研究发展中心”项目，与印度UAS大学实施中印杂粮工程技术研究中心项目。

## 院系设置[7]
- 农学院
- 工程学院
- 动物科技学院
- 经济管理学院
- 食品学院
- 人文社会科学学院
- 信息与电气工程学院
- 生命科学技术学院
- 理学院
- 园艺园林学院
- 土木水利学院
- 马克思主义学院
- 体育教研部
- 应用科技学院、继续教育学院